# Schönrinnenkarsee
Der Schönrinnenkarsee ist ein Karsee in den Stubaier Alpen in Tirol.

## Lage
Er befindet sich etwa 2 km südlich von Gries im Sulztal auf einer Höhe von 2353 m unterhalb des Lochkogels. Der See ist erreichbar von der rund 1 km entfernten Nisslalm, welche sich auf 2051 m Höhe befindet. 
Zu Fuß ist er von Gries in rund zweieinhalb Stunden erreichbar.